# Trofeo Berlusconi
De Trofeo Luigi Berlusconi is een vriendschappelijke voetbalprijs, waar jaarlijks om wordt gespeeld door AC Milan en één tegenstander. De wedstrijd vindt plaats in het San Siro-stadion in Milaan. De prijs is in 1991 in het leven geroepen door AC Milan-voorzitter Silvio Berlusconi, ter nagedachtenis aan zijn vader Luigi Berlusconi. Aanvankelijk was het de bedoeling ieder seizoen tegen de regerend winnaar van de Champions League te spelen, er wordt echter vrijwel ieder jaar tegen concurrent Juventus gespeeld. Van 1992 tot 1994 waren Internazionale, Real Madrid en Bayern München de tegenstanders. Normaliter wordt de wedstrijd in augustus afgewerkt. Ten gevolge van het Italiaans omkoopschandaal werd de editie van 2006 uitgesteld tot januari 2007. Tot op heden is de trofee twaalf keer gewonnen door AC Milan en tien keer door Juventus.

## Wedstrijdoverzicht
| Datum            | Wedstrijd                                                          | Wedstrijd               | Wedstrijd                                   |
| Datum            | Winnaar                                                            | Resultaat               | Verliezer                                   |
| ---------------- | ------------------------------------------------------------------ | ----------------------- | ------------------------------------------- |
| 23 augustus 1991 | Juventus 18' Casiraghi 30' Casiraghi                               | 2 - 1                   | AC Milan 23' Maldini                        |
| 22 augustus 1992 | AC Milan 4' Papin                                                  | 1 - 0                   | Internazionale                              |
| 17 augustus 1993 | AC Milan 20' Simone 23' Papin 39' Boban                            | 3 - 2                   | Real Madrid 42' Michel 55' (pen.) Zamorano  |
| 17 augustus 1994 | AC Milan 67' Gullit                                                | 1 - 0                   | Bayern München                              |
| 18 augustus 1995 | Juventus                                                           | 0 - 0 E.T. (6 - 5) Pen. | AC Milan                                    |
| 21 augustus 1996 | AC Milan 83' Eranio                                                | 1 - 0                   | Juventus                                    |
| 19 augustus 1997 | AC Milan 54' Cruz 50' Kluivert 62' Weah                            | 3 - 1                   | Juventus 31' Conte                          |
| 25 augustus 1998 | Juventus 66' Inzaghi 85' Inzaghi                                   | 2 - 1                   | AC Milan 31' Bierhoff                       |
| 17 augustus 1999 | Juventus 26' Del Piero                                             | 1 - 0                   | AC Milan                                    |
| 27 augustus 2000 | Juventus 24' Trezeguet 40' Inzaghi                                 | 2 - 2 E.T. (7 - 6) Pen. | AC Milan 2' José Mari 40' (pen.) Shevchenko |
| 18 augustus 2001 | Juventus 5' Del Piero                                              | 1 - 1 E.T. (4 - 3) Pen. | AC Milan 43' (pen.) Serginho                |
| 18 augustus 2002 | AC Milan                                                           | 0 - 0 E.T. (3 - 1) Pen. | Juventus                                    |
| 17 augustus 2003 | Juventus 40' Del Piero 43' Camoranesi                              | 2 - 0                   | AC Milan                                    |
| 28 augustus 2004 | Juventus 46' Olivera                                               | 1 - 0                   | AC Milan                                    |
| 14 augustus 2005 | AC Milan 52' Kaká 76' Serginho                                     | 2 - 1                   | Juventus 20' Vieira                         |
| 6 januari 2007   | AC Milan 29' Inzaghi 68' Seedorf 86' Aubameyang                    | 3 - 2                   | Juventus 40' Nedved 67' Del Piero           |
| 17 augustus 2007 | AC Milan 43' Inzaghi 47' Inzaghi                                   | 2 - 0                   | Juventus                                    |
| 17 augustus 2008 | AC Milan 21' Jankulovski 25' Ambrosini 52' Inzaghi 79' Jankulovski | 4 - 1                   | Juventus 70' Pasquato                       |
| 17 augustus 2009 | AC Milan 69' Pato                                                  | 1 - 1 E.T. (6 - 5) Pen. | Juventus 26' Diego                          |
| 22 augustus 2010 | Juventus                                                           | 0 - 0 E.T. (5 - 4) Pen. | AC Milan                                    |
| 21 augustus 2011 | AC Milan 9' Boateng 23' Seedorf                                    | 2 - 1                   | Juventus 57' Vučinić                        |
| 19 augustus 2012 | Juventus 13' Marchisio 42' Vidal 64' Matri                         | 3 - 2                   | AC Milan 9' Robinho 77' (pen) Robinho       |

## Trivia
- In zeven edities zou de verliezer uiteindelijk Italiaans landskampioen worden.
- Carlo Ancelotti en Fabio Capello wonnen de trofee zowel met Juventus als met AC Milan.
- Filippo Inzaghi is de topscorer in het toernooi met zeven goals, en tevens de enige speler die voor twee teams scoorde in de vriendschappelijke wedstrijd.